# Micropyga
Micropyga is een geslacht van zee-egels uit de familie Micropygidae.

## Soorten
- Micropyga tuberculata A. Agassiz, 1879
- Micropyga violacea De Meijere, 1903